# مؤتمر الاستثمار في تونس: الديمقراطية الناشئة
مؤتمر الاستثمار في تونس: الديمقراطية الناشئة (بالفرنسية: Investir en Tunisie: Start-up democracy) هو مؤتمر دولي ذو بعد اقتصادي واستثماري تم تنظيمه في 8 سبتمبر 2014 في تونس العاصمة في تونس. شارك في هذا المؤتمر 29 دولة وعشرات الشركات والمؤسسات الاقتصادية الوطنية والدولية. 

تم تنظيم مؤتمر ثاني في 2016 وهو مؤتمر تونس 2020.

## السياق
شهدت تونس بين 17 ديسمبر 2010 و14 يناير 2011 اندلاع الثورة التونسية والتي أطاحت بالنظام القائم في البلاد، منذ هذا التاريخ شهدت تونس صعوبات كبيرة في اقتصادها حتى قدوم انتخابات المجلس الوطني التأسيسي أين وضعت حكومة حمادي الجبالي برنامجها وشهدت البلاد نموا اقتصاديا ب3.6% بعدما انخفض بعد الثورة إلى 1.2-% تحت الصفر، وبعد ذلك بقي المشهد الاقتصادي في تذبذب بين نمو وانخفاض في فترة الانتقال الديمقراطي. يهدف هذا المؤتمر إلى دعوة عدة أطراف دولية للاستثمار في تونس، أين قدمت الحكومة عدة مشاريع لمناقشتها.

بالنسبة للتغطية الاعلامية فكان هناك حوالي 300 صحفي من 172 وسيلة إعلام مختلفة وطنية ودولية، وكذلك نقلت عدة وسائل إعلامية المؤتمر على المباشر في تونس وخارجها.

## البرنامج

### تحضيرات قبل المؤتمر
تم عقد عدة جلسات للتحضير لهذا المؤتمر في 1 سبتمبر 2014 بحضور كبار المسؤولين من تونس وخارجها وكان البرنامج:
- الساعة 9: حفل الافتتاح.
- الساعة 9:15: الجلسة الأولى: عملية التحول الديمقراطي.
- الساعة 10:15: استراحة.
- الساعة 10:30: الجلسة الثانية: الرؤية الاقتصادية، الاصلاحات المأخوذة والتي ستأخذ.
- الساعة 12: وجبة غداء.
- الساعة 13:30: الجلسة الثالثة: قطاعات النمو الجديدة ومشاريع الهيكلة.
- الساعة 15:30: حفل الاختتام.

### المؤتمر الرسمي
9 سبتمبر 2014:
- الساعة 9: حفل الافتتاح: الانتقال السياسي في تونس، القضايا والتحديات.
- الساعة 11: الجلسة العامة الأولى: الانتقال السياسي مقابل الانتقال الاقتصادي: الأساس للتنمية في المستقبل.
- الساعة 12:30: وجبة غداء رسمية.
- الساعة 14: الجلسة العامة الثانية: قطاعات النمو الجديدة ومشاريع الهيكلة.
- الساعة 15:30: حفل الاختتام.

## المشاركون

### الدول
الدول والوفود المشاركة هي:
| الدولة                   | الوفد الرسمي |
| ------------------------ | --- |
| تونس                     | المهدي جمعة (رئيس الوزراء)، أعضاء حكومته, رجال أعمال واقتصاديين. |
| فرنسا                    | مانويل فالس (رئيس الوزراء الفرنسي)، لوران فابيوس (وزير الخارجية الفرنسي)، ماتياس فاكل، فلورونس مانجان، كريستيان بادو، أنيي أرسييه، برونو بوزار، كريستال بيريدون.                                                                  |
| الجزائر                  | عبد المالك سلال (رئيس الوزراء)، رمطان لعمامرة (وزير الخارجية)، عبد القادر الحجار، عبد الحميد شبشوب. |
| المغرب                   | عبد الإله بنكيران (رئيس الوزراء)، محمد بوسعيد، محمد نبيل بنعبد الله، عبد الغاني لخضر، عمر آية صلاح، عبد اللطيف الروجا، صلاح الدين كادميري، المراكشي، جمال باللهاش، توفيق الجاي.                                                   |
| ألمانيا                  | مايكل روث (وزير الدولة للشؤون الأوروبية في وزارة الخارجية)، سونك سيمون، دوروثيا شوتز، بيترا داشلر، أندرياس راينيك، أدريان سوفارت.                                                                                                 |
| بلجيكا                   | ديرك أشتن (الأمين العام للخدمة العامة الاتحادية للشؤون الخارجية والتجارة الخارجية والشؤون الأوروبية)، جوزيه دو بياربون، باسكال بوفانس.                                                                                            |
| إسبانيا                  | غونزالو دي بينيتو سيكاديس (وزير الدولة المكلف بالشؤون الخارجية)، مانوال غوميز أسيمبو، خوان لوبير دوريغا، خوسيه ريكاردو غوميز أسيمبو رودريغيز سبيتيري، مانوال ميلشور، إميليو سانشيز.                                               |
| الإمارات العربية المتحدة | لبنى بنت خالد القاسمي (وزيرة التنمية والتعاون الدولي)، أحمد عبد الرحمان البنا، أحمد حسن الشحي، عبد الله الشامسي. |
| الولايات المتحدة         | آن باترسون (مساعدة وزير الخارجية لشؤون الشرق الأدنى)، جاك والس، جوليا فندريك، ماجدة شرقي، ستيفن كوشوبا، هانسون كاثلين، ريتشارد مايكلس، أودن ماكرنان، أليس هولدر، جوزيف ياكلي، ليونارد هيل، مراد العلمي، سامي عواضي، نيكولا مانسك. |
| اليونان                  | ديميتريوس كوركولاس (كاتب الدولة للشؤون الخارجية)، ليونيداس هاريتوس، أنا كوركا، إريني كاما، تربسيشوري كابيتو. |
| إيطاليا                  | بينيديتو ديلا فيدوفا (كاتب الدولة للشؤون الخارجية)، لورينزو غالانتي، رايموندو دي كاردونا، داريو سافاريس. |
| لوكسمبورغ                | جان ماري فرانتز (وزير منتدب لشؤون شمال أفريقيا والشرق الأوسط بوزارة الشؤون الخارجية والأوروبية وإدارة الشؤون السياسية). |
| مالطا                    | جورج ويليام فيلا (وزير الشؤون الخارجية)، جوزيف مانجيون، كارميلو إنغوانيز، فرانسيسكا أبيلا. |
| عُمان                     | حفيظ بن سالم باعمر (رئيس دائرة التعاون العربي في قطاع الشؤون الاقتصادية بوزارة الخارجية)، حسين بن عمر بن عبد الله آل إبراهم. |
| هولندا                   | بيرغيتا تازيلار (السفيرة ومديرة شمال أفريقيا والشرق الأوسط بإدارة المغرب العربي ودول الخليج في وزارة الشؤون الخارجية)، بيي دو كلارك، ماشا باك.                                                                                    |
| البرتغال                 | ليوناردو ماتياس (كاتب الدولة للاقتصاد)، فيليبي رامالو أرتيغو، أديلينو سيلفا، لويس فارو راموس، نون فارزيا، ألفريدو كالدايرا. |
| قطر                      | أحمد بن عبد الله آل محمود (نائب رئيس مجلس الوزراء وزير شؤون مجلس الوزراء)، عبد الله بن ناصر الحميدي، خليفة بن عبد الله بن جاسم آل ثاني.                                                                                           |
| المملكة المتحدة          | أليستار بورت (وزير دولة مكلف بالشرق الأوسط وشمال أفريقيا في وزارة الخارجية سابقا)، أندرو كويل، باتريك ماريان. |
| سويسرا                   | ويلي غراف (مبعوث خاص ونائب مدير التعاون الإقليمي في إدارة التنمية والتعاون)، دانيال ماولي مونتيليون، ريتا أدم، سيري والت. |
| تركيا                    | صالح سيجاك (نائب مدير عام في وزارة الاقتصاد)، عمر جوكوك، إوموت أوكتام، ينال يادان، ادي كوران ديميرجان، آيتن كوتلو بلخوجة. |
| الأمم المتحدة            | موكيسا كيتويي (الأمين العام لمؤتمر الأمم المتحدة للتجارة والتنمية ومبعوث خاص من بان كي مون الأمين العام للأمم المتحدة) |

### المؤسسات والمنظمات
المؤسسات والمنظمات المشاركة هي:
| - البنك الإفريقي للتنمية - الوكالة الفرنسية للتنمية - جهاز قطر للاستثمار - جهاز أبوظبي للاستثمار - وكالة ألمانيا للتعاون الدولي - وكالة اليابان للتعاون الدولي - وكالة كوريا للتعاون الدولي - وكالة تركيا للتعاون الدولي - بنك الاستثمار الأوروبي - البنك الأوروبي لإعادة البناء والتنمية - بنك الصين للتصدير والاستيراد - مؤسسة الائتمان لإعادة الإعمار - صندوق النقد الدولي | - الصندوق العربي للإنماء الاقتصادي والاجتماعي - صندوق النقد العربي - الصندوق الكويتي للتنمية الاقتصادية العربية - صندوق أبوظبي للتنمية - البنك الإسلامي للتنمية - البنك الدولي - الأمم المتحدة - منظمة التعاون الاقتصادي والتنمية - الاتحاد الأفريقي - اتحاد المغرب العربي - الاتحاد الأوروبي - الاتحاد من أجل المتوسط - الوكالة الأمريكية للتنمية الدولية |

### الشركات المستدعاة
الشركات والمؤسسات المستدعاة هي:
| - مؤسسة برتلسمان - مؤسسة بيل ومليندا غيتس - بريتيش غاز - صندوق الصين وأفريقيا للتنمية - شركة الصين لهندسة الميناء - بنك الصين للتنمية - إيرباص - بنك كوريا للتصدير والاستيراد - مؤسسة فورد - جنرال إلكتريك - جوجل - هيلتون العالمية - بنك اليابان للتعاون الدولي - منظمة التجارة الخارجية اليابانية | - شركة المملكة القابضة - ماريوت الدولية - مايكروسوفت - حركة شركات فرنسا - مؤسسة محمد بن راشد آل مكتوم - مؤسسة نوفارتيس للتنمية المستدامة - مؤسسة الاستثمار الخاص لما وراء البحار - مؤسسة روبرت بوش - سيبكو 3 - مؤسسة روكفيلر - مؤسسة سيمنز - توتال - مدينة تونس الإقتصادية - مؤسسة ويليام وفلورا هيولت |

## المشاريع المقدمة
قدمت تونس 22 مشروعا للدول والمؤسسات والمنظمات المشاركة في المؤتمر وهم:
| المشروع                                                  | المكان                                                                                | الكلفة | فترة الانجاز |
| -------------------------------------------------------- | ------------------------------------------------------------------------------------- | --- | ------------ |
| بناء وتجهيز مستشفى متعدد الاختصاصات                      | ولاية باجة                                                                            | 150 مليون دينار تونسي (87 مليون دولار أمريكي)                                                               | 2014 - 2018  |
| بناء وتجهيز مستشفى متعدد الاختصاصات                      | ولاية قفصة                                                                            | 160 مليون دينار تونسي (93 مليون دولار أمريكي)                                                               | 2014 - 2018  |
| بناء وتجهيز معهد مكافحة السرطان بتونس الكبرى             | ولاية تونس ولاية منوبة                                                                | 170 مليون دينار تونسي (98 مليون دولار أمريكي)                                                               | 2014 - 2018  |
| تهيئة وتهذيب شبكة الطرقات المرقمة                        | وطني                                                                                  | 804 مليون دينار تونسي (466 مليون دولار أمريكي)                                                              | 2015 - 2018  |
| تطوير شبكة الطرقات المرقمة                               | وطني                                                                                  | 422 مليون دينار تونسي (244 مليون دولار أمريكي)                                                              | 2015 - 2018  |
| برنامج تهيئة المسالك الريفية                             | وطني                                                                                  | 150 مليون دينار تونسي (87 مليون دولار أمريكي)                                                               | 2015 - 2018  |
| الطرقات المهيكلة للمدن الكبرى                            | تونس العاصمة صفاقس                                                                    | 415 مليون دينار تونسي (240 مليون دولار أمريكي)                                                              | 2015 - 2016  |
| تعزيز وتأمين بالماء الصالح للشرب                         | الرأس الطيب الساحل ولاية صفاقس                                                        | 351 مليون دينار تونسي (203 مليون دولار أمريكي)                                                              | 2016 - 2019  |
| محطة تحلية مياه البحر                                    | الزارات - ولاية قابس                                                                  | 189 مليون دينار تونسي (109 مليون دولار أمريكي)                                                              | 2015 - 2019  |
| إنجاز سد                                                 | وادي تاسة ولاية الكاف - ولاية سليانة                                                  | 100 مليون دينار تونسي (58 مليون دولار أمريكي)                                                               | 2016 - 2020  |
| تهيئة الجذع المركزي للمترو                               | ولاية تونس                                                                            | 170 مليون دينار تونسي (100 مليون دولار أمريكي)                                                              | 2015 - 2018  |
| بناء الأرصفة 8 و9                                        | ميناء رادس - ولاية بن عروس                                                            | 100 مليون دينار تونسي (58 مليون دولار أمريكي)                                                               | 2015 - 2017  |
| تأهيل خط حديدي                                           | ولاية تونس - ولاية بن عروس - ولاية زغوان - ولاية سليانة - ولاية الكاف - ولاية القصرين | 278 مليون دينار تونسي (161 مليون دولار أمريكي)                                                              | 2015 - 2019  |
| محطة كهربائية                                            | معتمدية المرناقية - ولاية منوبة                                                       | 660 مليون دينار تونسي (382 مليون دولار أمريكي)                                                              | 2016 - 2017  |
| تعزيز شبكة الكهرباء                                      | وطني                                                                                  | 350 مليون دينار تونسي (203 مليون دولار أمريكي)                                                              | 2015 - 2018  |
| منجم فسفاط                                               | أم الخشب - معتمدية المتلوي - ولاية قفصة                                               | 260 مليون دينار تونسي (150 مليون دولار أمريكي)                                                              | 2016 - 2019  |
| مخطط جهوي للبيئة والتنمية المستديمة                      | ولاية مدنين                                                                           | 300 مليون دينار تونسي (175 مليون دولار أمريكي)                                                              | 2016 - 2019  |
| تهيئة ضفاف بحيرة وتنميتها                                | سبخة بن غياضة - ولاية المهدية                                                         | | 2016 - ?     |
| تهيئة واستغلال منطقة أنشطة لوجستية واقتصادية             | رادس - ولاية بن عروس                                                                  | 277 مليون دينار تونسي (160 مليون دولار أمريكي)                                                              | 2016 - 2018  |
| بناء واستغلال ميناء بالمياه العمقية ومنطقة أنشطة لوجستية | النفيضة - ولاية سوسة                                                                  | 3200 مليون دينار تونسي (1855 مليون دولار أمريكي)                                                            | 2015 - 2018  |
| تهيئة وتطوير مشروع تبرورة                                | ولاية صفاقس                                                                           | 806 مليون دينار تونسي (467 مليون دولار أمريكي)                                                              | 2015 - ?     |
| تطوير البنية الأساسية لشبكة الأنترنت ذات التدفق العالي   | وطني                                                                                  | 200 مليون دينار تونسي (116 مليون دولار أمريكي) (كلفة جملية تقدر 1000 مليون دينار أي 580 مليون دولار أمريكي) | 2016 - 2019  |

## مقالات ذات صلة
- اقتصاد تونس
- الثورة التونسية
- الانتقال الديمقراطي في تونس

## روابط خارجية
- الموقع الرسمي للمؤتمر.
- الموقع الرسمي لوكالة النهوض بالاستثمار الخارجي التونسية.